# Выя (приток Туры)
Вы́я — река в Пермском крае и Свердловской области России. Истоки на территории Горнозаводского муниципального округа Пермского края. Основное течение в Качканарском муниципальном округе и Нижнетуринском муниципальном округе Свердловской области. Устье реки находится в 919 км по левому берегу реки Туры, на территории города Лесной. Длина реки Выи составляет 58 км (по другим данным — 65 км). Площадь водосборного бассейна — 411 км².
Берёт начало на юго-западном склоне горы Выйский Камень, в 2 км на восток от посёлка Медведка. Высота истока — 515 м над уровнем моря. Уровень устья 165,5 м. В долине реки находится город Качканар. В среднем течении образовано 3 пруда: Верхне-Качканарский, Нижне-Качканарский и Шламовый. Устье находится в 1 км к северу от посёлка Ёлкино.
Река Выя относится к Иртышскому бассейновому округу, речному бассейну Иртыша, речному подбассейну Тобола. Водохозяйственный участок — Тура от истока до впадения реки Тагил.

## Топоним
Название реки связывают с манс. вой и коми вый, означающими «масло», «жир». Название «Масляная река» могло быть вызвано появлением реальных масляных пятен на поверхности. Также масляными назывались реки, богатые рыбой и дичью по берегам. Другая версия связывает название с манс. уй (вуй, ой) и хант. вой, войы, означающими «животное», в частности лось или медведь.

## Притоки
- Березовка — 8,4 км по правому берегу.
- Балабанка — по левому берегу.
- Большая Гусева — 25 км по левому берегу.
- Чащевитая — по правому берегу.
- Качканарка — по левому берегу.
- Утянка — по левому берегу.
- Петуховский — по правому берегу.
- Пальничная — по левому берегу.
- Выенок — по правому берегу.

## Верхне-Качканарское водохранилище
Верхневыйский пруд был создан в 1965 году на горном незагрязнённом участке реки в 41 км от её устья, для организации питьевого водоснабжения города Качканар. Северный берег водоёма и большая часть акватории на территории Качканарского муниципального округа, южный берег и часть акватории — в Пермском крае (Горнозаводский муниципальный округ).

## Нижне-Качканарское водохранилище
Расположен у горы Качканар и города Качканар, омывает северный берег города — 8, 9, 10 микрорайоны и посёлок Кулацкий, а также небольшой остров у горы. На берегу пруда со стороны города расположен пляж и лодочная станция. По плотине пруда (длина 570 м, высота 45 м, ширина 47 м) проложен железнодорожный путь, по которому осуществляется доставка руды из карьеров на дробильную фабрику, и автомобильная дорога, соединяющая Качканар и Валериановск.
Через систему водосброса пруд соединён с Выйским отсеком шламохранилища Качканарского горно-обогатительного комбината.
Назначение водохранилища — производственное водоснабжение Качканарского ГОКа, горячее водоснабжение города Качканара, рекреация, любительское и спортивное рыболовство. Водоём является резервным источником питьевого водоснабжения г. Качканара. Нормальный подпорный уровень 265 м. Полный объём водохранилища при НПУ 85,5 млн м³, полезный — 77,2 млн м³, площадь водного зеркала при НПУ 8,95 км², длина водохранилища 8,0 км, средняя ширина — 1,12 км, средняя глубина — 9,55 м, максимальная ‒ 33,50 м.
По восточной части пруда проходит граница Свердловской области и Пермского края.

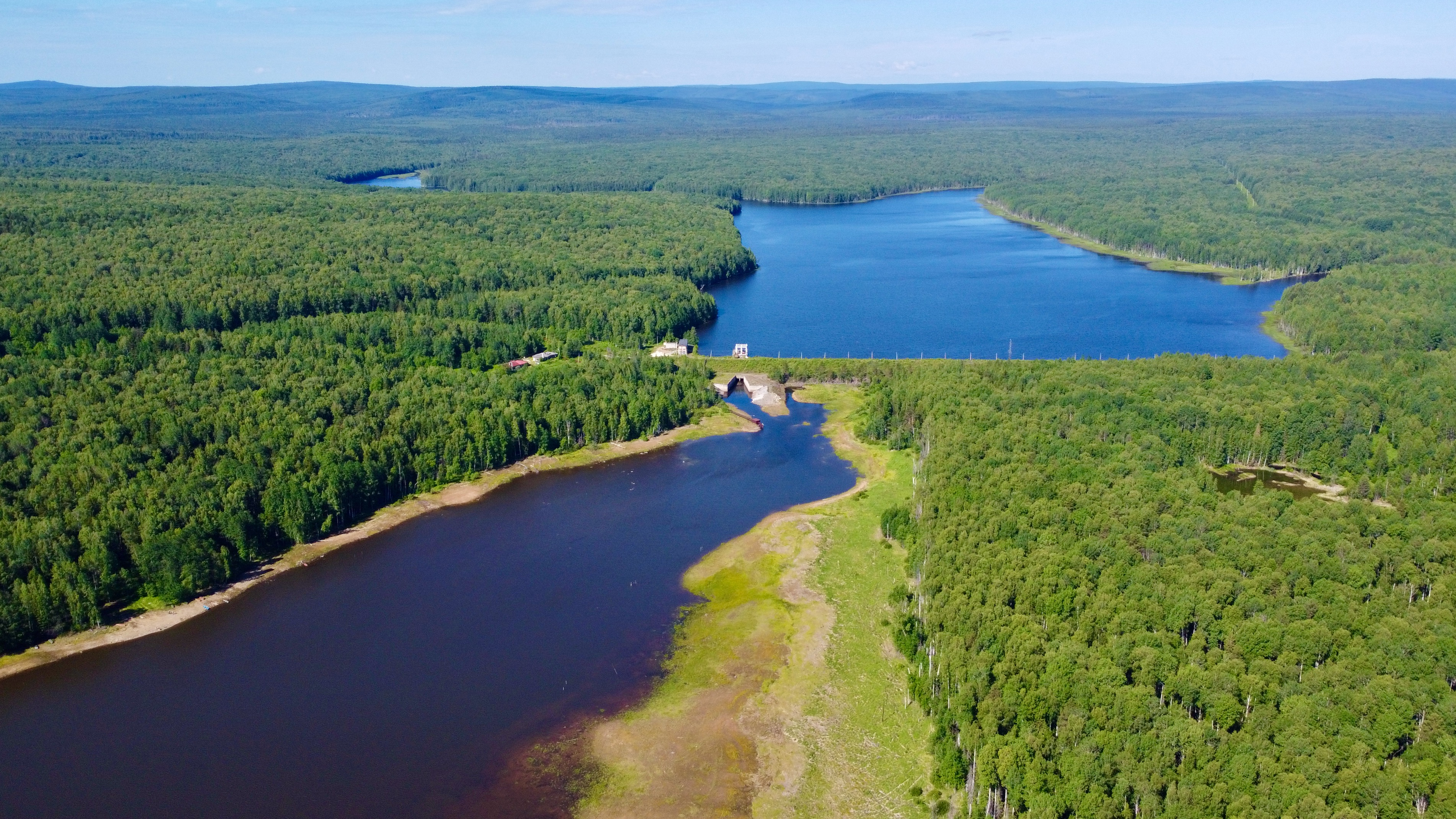
Вид на Верхне-Качканарское водохранилище
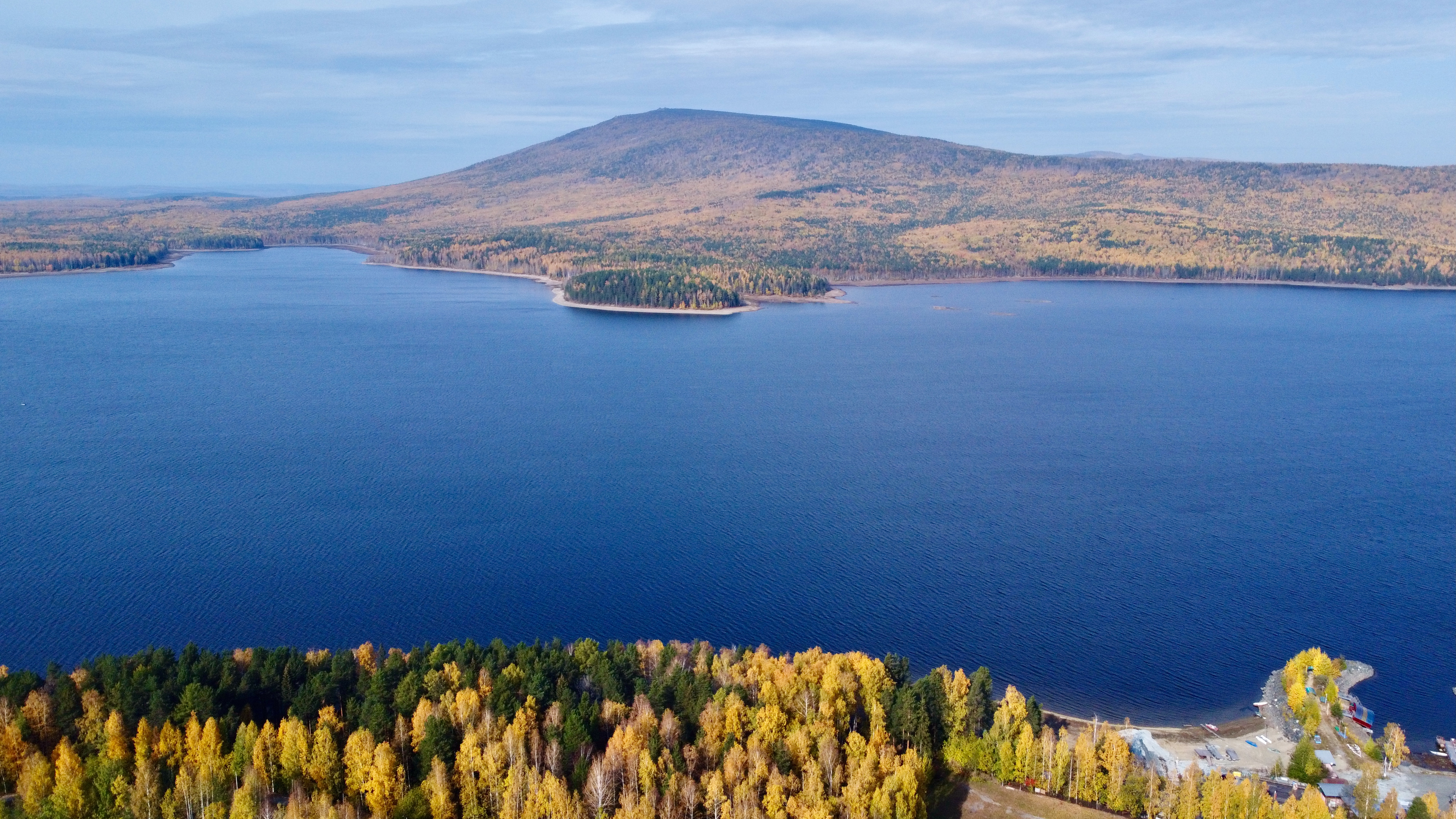
Гора Качканар и Нижне-Качканарское водохранилище
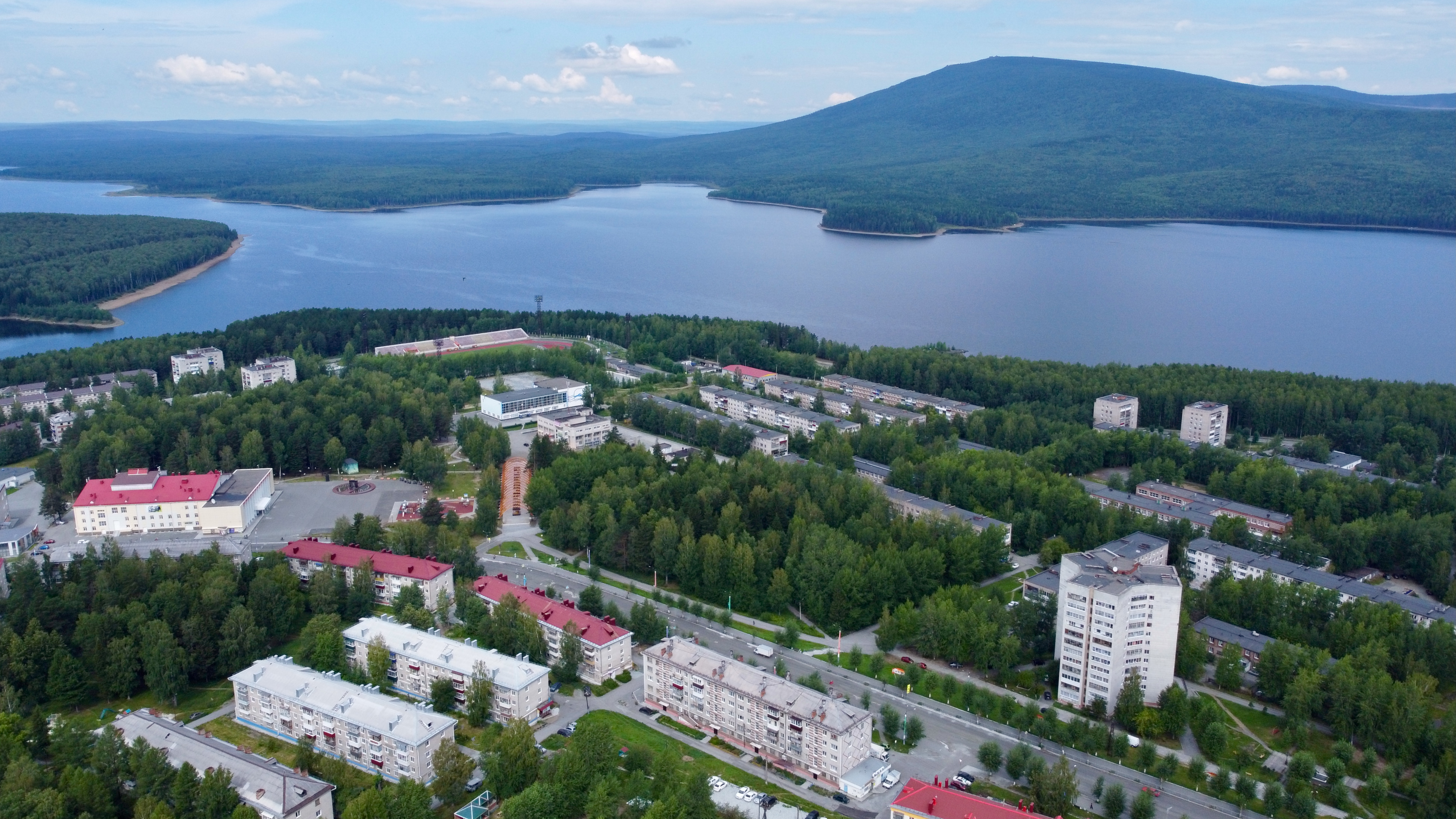
Вид на Нижне-Качканарское водохранилище
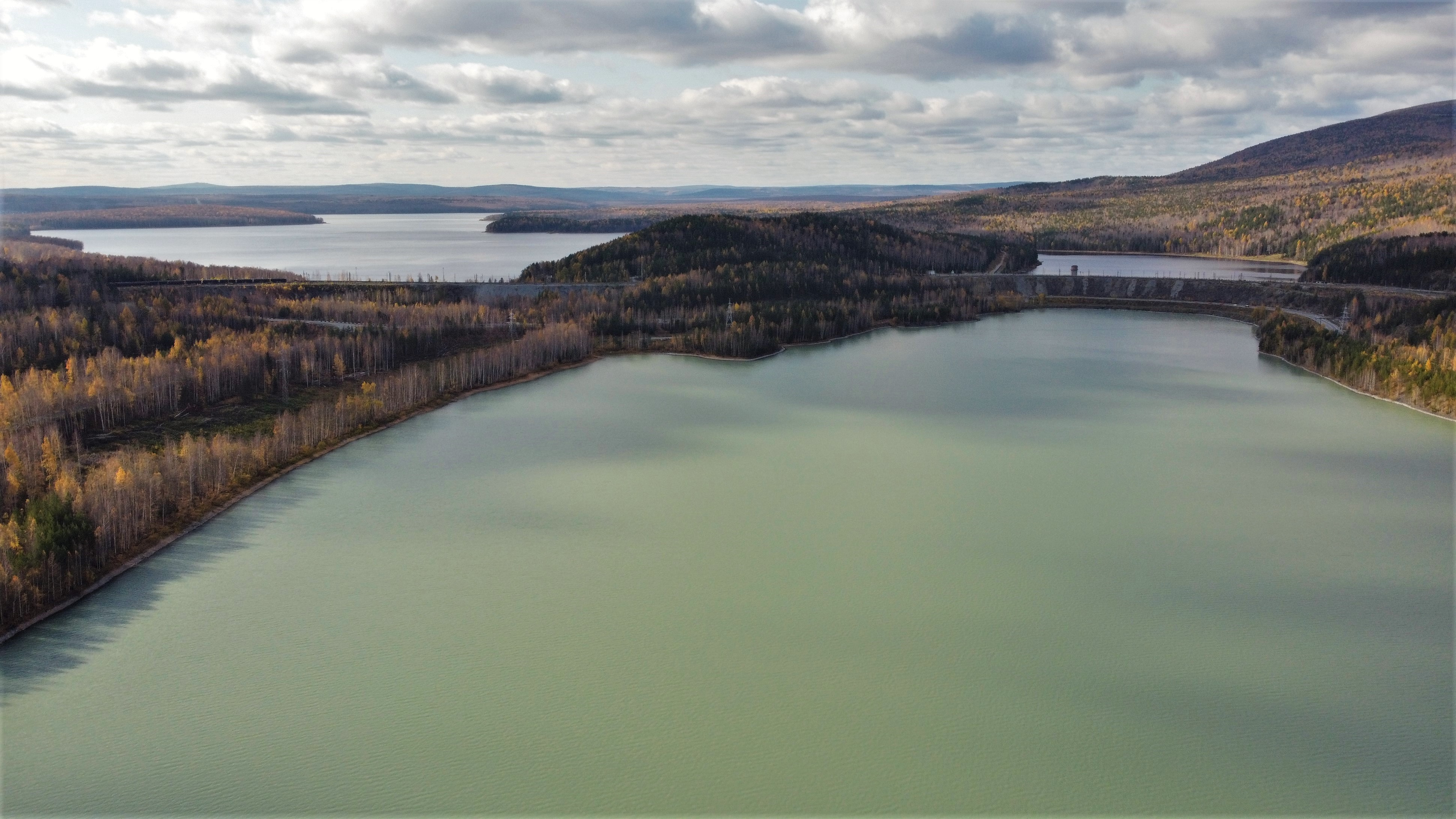
Выйская плотина
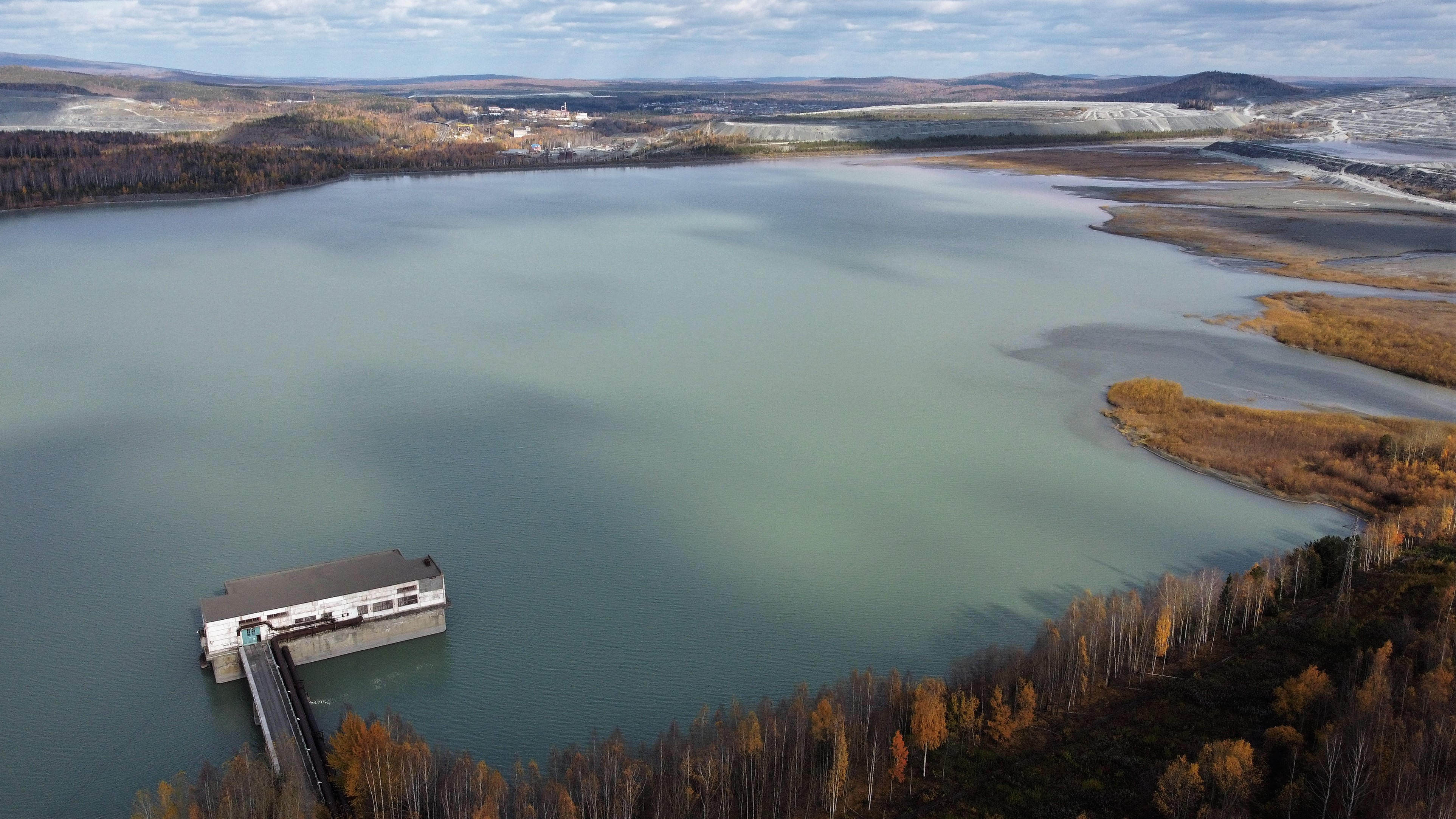
Выйский отсек шламохранилища Качканарского ГОКа
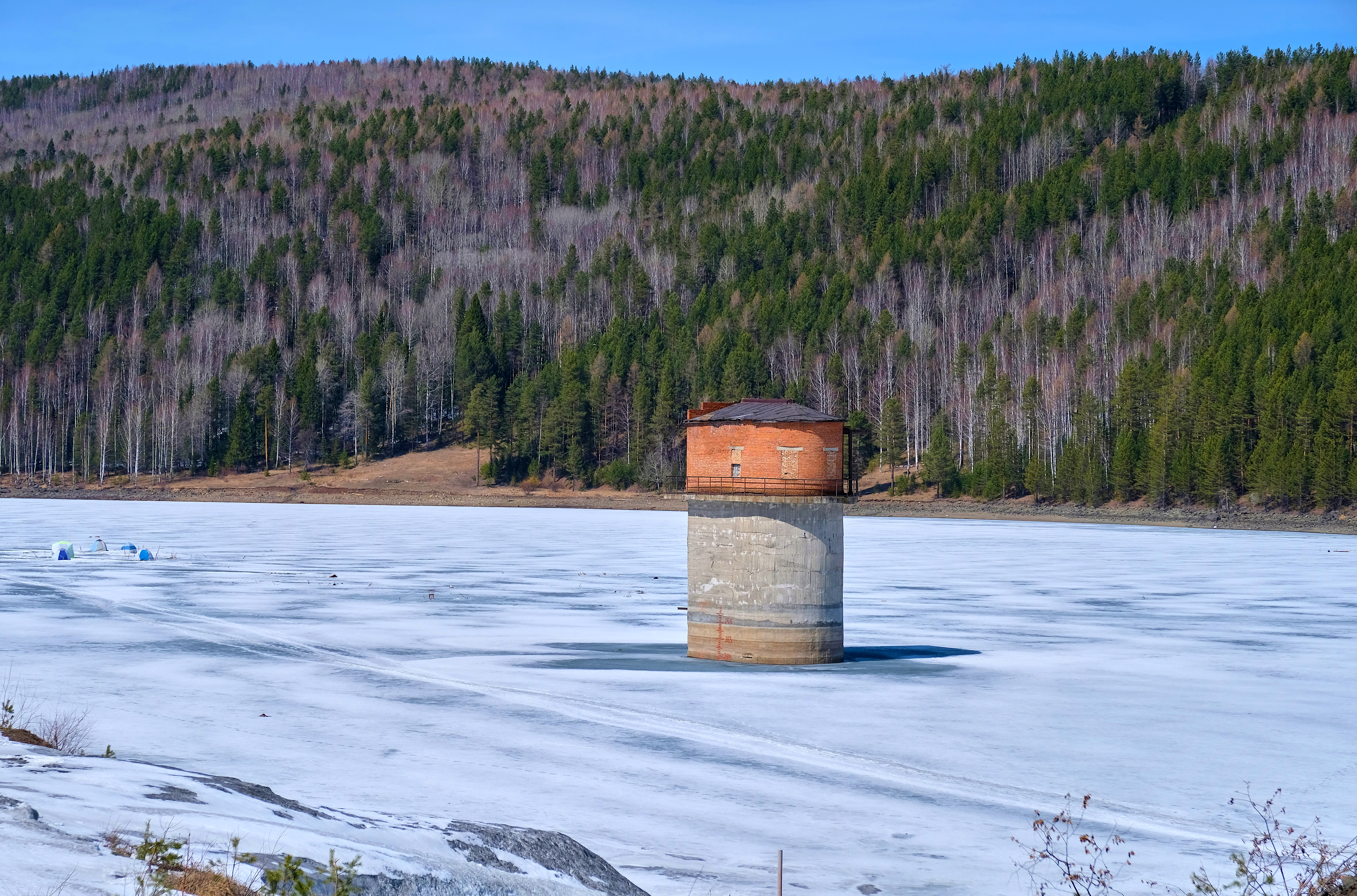
Донный водосброс, соединяющий Нижне-Качканарское водохранилище с Выйским отсеком